# Silence Is Easy
Silence is Easy är den brittiska indierockgruppen Starsailors andra album, utgivet 2003. Albumet spelades in i både England och USA och man samarbetade under en kort tid med producenten Phil Spector. Samarbetet höll dock bara under en kort tid, mycket på grund av Spectors just då stormiga privatliv, innan bandet sökte sig vidare till en annan producent, men hans sound sägs ändå ha smittat av sig på vissa spår på skivan.
Albumet blev tvåa på UK Albums Chart.

## Låtlista
1. "Music Was Saved" - 3:02
2. "Fidelity" - 2:25
3. "Some of Us" - 3:40
4. "Silence Is Easy" - 3:42
5. "Telling Them" - 4:53
6. "Shark Food" - 3:37
7. "Bring My Love" - 2:23
8. "White Dove" - 3:55
9. "Four to the Floor" - 4:15
10. "Born Again" - 6:06
11. "Restless Heart" - 2:02